# Enrique Peña Nieto
Enrique Peña Nieto (Atlacomulco, Estado de México, 20 de julio de 1966) es un expolítico y abogado mexicano que se desempeñó como presidente de México desde el 1 de diciembre de 2012 hasta el 30 de noviembre de 2018. 
Es abogado por la Universidad Panamericana y maestro en administración de empresas por el Instituto Tecnológico y de Estudios Superiores de Monterrey. Antes de la presidencia, se desempeñó como subcoordinador financiero de la campaña de Arturo Montiel Rojas; secretario particular del titular de la Secretaría de Desarrollo Económico del gobierno del Estado de México; secretario de administración del Gobierno del Estado de México; diputado local por el distrito XIII en el Congreso del Estado de México, y fue coordinador de la fracción parlamentaria del Partido Revolucionario Institucional.
Entre 2005 y 2011, fue gobernador del Estado de México, tras lo cual contendió por la presidencia de México en las elecciones federales de 2012 por la alianza electoral Compromiso por México, que agrupaba al Partido Revolucionario Institucional y al Partido Verde Ecologista de México. Fue elegido y ratificado por el Tribunal Electoral del Poder Judicial de la Federación el 29 de agosto del 2012, tras la impugnación presentada y a pesar de las acusaciones de fraude electoral realizadas por su contrincante, Andrés Manuel López Obrador. Rindió protesta al cargo el 1 de diciembre de 2012.
Las evaluaciones históricas y las tasas de aprobación de su presidencia han sido en su mayoría negativas. Los detractores destacan una serie de políticas fallidas y una presencia pública tensa, mientras que los partidarios señalan una mayor competitividad económica y una relajación del estancamiento. Dejó el cargo con una tasa de aprobación de solo el 18% y un 77% de desaprobación. Peña Nieto es visto como uno de los presidentes más controvertidos y menos populares en la historia de México.

## Vida personal

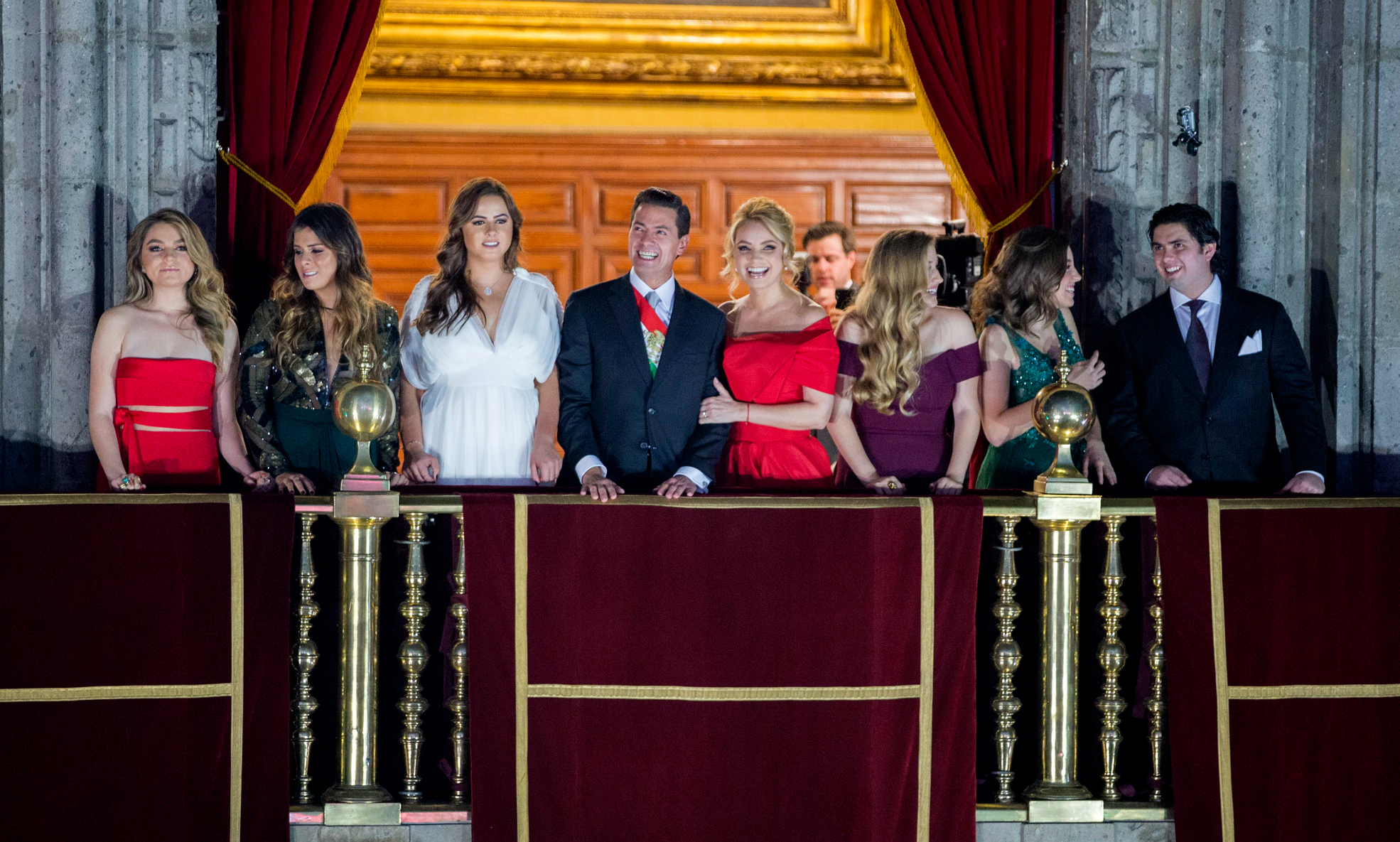
Enrique Peña Nieto y su familia en el balcón principal de Palacio Nacional, el 15 de septiembre de 2018.

Nació en la localidad de Atlacomulco, Estado de México, hijo de Gilberto Enrique Peña del Mazo, de profesión ingeniero eléctrico, y la maestra María del Perpetuo Socorro Ofelia Nieto Sánchez, cuyo matrimonio dio a luz a otros tres hijos: Verónica, Ana Cecilia y Arturo. A través de sus padres, es familiar de dos antiguos gobernadores del Estado de México: por el lado paterno, con Alfredo del Mazo González, y por el materno, con Arturo Montiel Rojas; igualmente, uno de sus tíos paternos, Arturo Peña del Mazo, fue presidente municipal de Atlacomulco.
Los primeros once años de su infancia los vivió en Atlacomulco, donde estudió la primaria en dos instituciones educativas: la Primaria Anexa a la Normal de Profesores y el Colegio Antonio Plancarte. Después de ello, su familia cambió su residencia al municipio de Toluca, estudiando la secundaria en el Colegio Argos de Metepec, y la preparatoria en el Instituto Cultural Paideia de Toluca.
De agosto de 1984 a junio de 1989, estudió la carrera de derecho en la Universidad Panamericana titulándose con la tesis "El presidencialismo mexicano y Álvaro Obregón", publicada en 1991. Al inicio de su licenciatura también ingresó a la militancia del Partido Revolucionario Institucional. Posteriormente, estudió una maestría en Administración de Empresas en el Instituto Tecnológico y de Estudios Superiores de Monterrey. A la par de sus estudios de licenciatura trabajó en algunas firmas jurídicas como Laffan Muse y Kaye, Corporativo San Luis y en la notaría pública número 6 del Distrito Federal. Tras ello, comenzó a ejercer de manera individual la abogacía.
En 1993, contrajo matrimonio con su primera esposa Mónica Pretelini, a quien conoció mientras trabajaba como tesorero en la campaña de Emilio Chuayffet Chemor. Resultado de dicha unión nacerían tres hijos: Paulina, Alejandro y Nicole. Tras trece años de matrimonio, el 11 de enero de 2007, cuando era gobernador del Estado de México, enviudó debido a que su esposa sufrió una arritmia cardiaca ocasionada por una crisis epiléptica.
En 2008 Peña Nieto anunció públicamente en un programa de televisión su noviazgo con la actriz Angélica Rivera. El 27 de noviembre de 2010 contrajo segundas nupcias con la actriz en la Catedral de Toluca, integrando a su familia a las hijas del primer matrimonio de ella: Sofía, Fernanda y Regina.
A principios de 2012, Peña Nieto aceptó ser padre de dos hijos fuera de matrimonio: Diego y Luis Enrique, fallecido al año de nacimiento. El 2 de mayo de 2019, Enrique Peña Nieto y Angélica Rivera se divorciaron. En 2019 inició una relación con la modelo Tania Ruíz, la cual dio por terminada en enero de 2023.

## Inicios en la vida política
Peña Nieto se afilió como miembro del Partido Revolucionario Institucional en 1984, a los dieciocho años de edad, con una participación moderada y sin ocupar ningún cargo de relevancia política.
Obtuvo uno de sus primeros encargos políticos en mayo de 1990, cuando fue secretario del Movimiento Ciudadano de la Zona I del Comité Directivo Estatal de la Confederación Nacional de Organizaciones Populares. Asimismo, se desempeñó como delegado del Frente de Organizaciones y Ciudadanos en municipios del estado de México e instructor del Centro de Capacitación Electoral del Partido Revolucionario Institucional. Durante la campaña a la gubernatura de Emilio Chuayffet Chemor en 1993, fue tesorero del Comité de Financiamiento del Comité Directivo Estatal del PRI. Al llegar Chuayfett al gobierno del Estado de México, nombró como secretario de Desarrollo Económico a Juan José Guerra Abud, quien a su vez designó como su secretario particular a Peña Nieto.
En 1999, llegó a ser subcoordinador financiero de la campaña de Arturo Montiel Rojas. Cuando este último asumió el mando en el estado, designó a Peña Nieto como subsecretario de Gobierno del Estado de México de 1999 a 2000.
Posteriormente, entre 2000 y 2002 fungió como secretario de Administración del Gobierno del Estado de México, así como presidente del Consejo Directivo del Instituto de Seguridad Social del Estado de México y Municipios, presidente del Consejo Interno del Instituto de Salud, y vicepresidente de la Junta de Gobierno del Sistema para el Desarrollo Integral de la Familia (DIF) de la misma entidad.

## Diputado local (2003-2004)
En 2003, Peña Nieto fue nominado candidato a diputado local para la LV Legislatura por el Distrito XIII, con cabecera en Atlacomulco. Entre septiembre de 2003 y septiembre de 2004 fue coordinador del grupo parlamentario del Partido Revolucionario Institucional en la LV Legislatura en la Cámara de Diputados del Estado de México, presidiendo la Junta de Coordinación Política del Congreso Local.

## Gobernador del Estado de México (2005-2011)

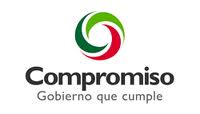
Logotipo del Gobierno del Estado de México de 2005 a 2011.

### Elecciones de 2005 en el Estado de México
El 17 de octubre de 2004 inició formalmente el proceso interno del Partido Revolucionario Institucional para la designación de candidato a gobernador del Estado de México. En este, Peña Nieto fue precandidato junto con Guillermo González Martínez, Oscar Gustavo Cárdenas Monroy, Jaime Vázquez Castillo, Eduardo Bernal Martínez, Fernando Alberto García Cuevas, Cuauhtémoc García Ortega, Isidro Pastor Medrano, Enrique Jacob Rocha, Héctor Luna de la Vega y Carlos Hank Rhon. No obstante, el 14 de enero de 2005 Peña Nieto fue el único en presentar su registro ante la Comisión Estatal de Asuntos Internos de su partido. Protestó como candidato el 12 de febrero de 2005 y el 2 de abril de 2005 como candidato del Partido Verde Ecologista de México que formó una coalición con el Partido Revolucionario Institucional. El 30 de marzo presentó su registro ante las autoridades electorales del estado por la coalición nombrada Alianza por México, que fue aprobada el 15 de abril de 2005 por el Consejo General del Instituto Electoral del Estado de México.
Durante la campaña se enfrentó a sus opositores los candidatos Rubén Mendoza Ayala, de la alianza conformada por los partidos Acción Nacional y Convergencia y Yeidckol Polevnsky del Partido de la Revolución Democrática y el Partido del Trabajo que formaron la coalición Unidos para Ganar.
El 27 de junio de 2005, Peña Nieto, ya como candidato, firmó ante un notario público un conjunto de 608 compromisos de campaña que prometió cumplir en caso de resultar electo en las votaciones del 3 de julio siguiente.
La votación se llevó a cabo el 3 de julio de 2005, resultando electo gobernador del Estado de México pero las impugnaciones hicieron que hasta el 12 de agosto recibiera la constancia de mayoría que lo acreditaba como gobernador electo. El cómputo final de los votos emitidos fue de 49% (1.801.530 votos) para él, 25,6% para Rubén Mendoza (936.615 votos), 25,11% para Yeidkol Polevnsky (918.347 votos).

### Gestión como gobernador
El 15 de septiembre de 2005 Peña Nieto rindió protesta como gobernador del Estado de México en el Teatro México ante el poder legislativo estatal, autoridades y anteriores gobernadores. En el discurso de inicio de mandato, señaló como ejes rectores del gobierno que iniciaba la "seguridad económica, seguridad social y seguridad pública".
Peña Nieto basó su gestión al frente del gobierno del Estado de México en el cumplimiento de los 608 compromisos adquiridos en campaña y firmados ante notario público, los cuales aseveró haber cumplido durante los seis años de gobierno a través de más de 790 obras y 63 acciones de gobierno. Las más importantes fueron las de infraestructura carretera, cuya red se triplicó en su sexenio. En materia de transporte público se desarrolló el Tren Suburbano, en conjunto con el Gobierno Federal y del Gobierno del Distrito Federal, y el Mexibús, ambas para comunicar al Distrito Federal con la zona metropolitana del Estado de México. En el rubro de salud, se construyeron 196 hospitales y centros médicos en el estado, además se duplicó el número de unidades móviles para llevar atención médica a regiones alejadas y vulnerables.
En los meses que siguieron a su segundo informe de gobierno, el trabajo de Peña Nieto destacó por su colaboración con el gobierno de la Ciudad de México tendiente a resolver temas importantes para las dos entidades, separadas políticamente pero sin solución de continuidad urbana. A lo largo de varias sesiones de trabajo con Marcelo Ebrard, jefe de gobierno del Distrito Federal, acordaron una amplia agenda de trabajo que incluyó temas de seguridad, medio ambiente, empleo y transporte. Peña Nieto se manifestó como defensor de la reforma energética, propuso un acuerdo nacional para fomentar el desarrollo del país y acelerar la Reforma Educativa y estableció un plan de once puntos para combatir la inseguridad en México.
En cuanto a las finanzas públicas, desde el inicio del sexenio, se restructuró la deuda del Estado, con lo que no se aumentó la deuda en los seis años de gobierno, al mismo tiempo que se aumentó la recaudación, duplicándose hacia el final del sexenio.
Durante su gobierno, el Estado de México se ubicó como el segundo estado con mayor nivel de transparencia a nivel nacional, con una calificación de 96,5 puntos de 100 posibles.
Por otro lado, las críticas sobre su gobierno se ubican en la situación económica que el Estado de México guardaba al terminar el mandato de Peña: el producto interno bruto per cápita de dicho estado se encontraba un 30% por debajo de la media nacional por el equivalente a $81.162 pesos mexicanos, no obstante ser uno de los estados que aportan más al PIB nacional. Ello se explica por la desigualdad en la distribución de la riqueza en el estado, ya que para 2011 el 43,7% de su población vivía en pobreza multidimensional. Esto, según el CONEVAL. se tradujo en un aumento del número de pobres entre 2008 y 2010 aunque, en contrapartida disminuyeron sus carencias en materia de acceso a los servicios de salud, vivienda y rezago educativo así como una evolución en el ingreso.
No obstante, en junio de 2008, aún durante el gobierno de Peña Nieto, la encuestadora mexicana Consulta Mitofsky emitió los resultados de una encuesta de popularidad entre los mexicanos de aquellos que en aquel momento eran gobernadores de los estados, la cual arrojó como resultado que el gobernador más conocido entre los mexicanos era Peña Nieto, conocido por 68,4% de los encuestados, seguido por Marcelo Ebrard, a quien conocían el 63,5%.

#### Caso San Salvador Atenco
El 3 de mayo de 2006 la fuerza pública intervino en Atenco, derivado de un conflicto en Texcoco sobre la instalación de unos floricultores que devino a las pocas horas en un serio enfrentamiento entre la policía federal, estatal y municipal y los habitantes de esa localidad y de San Salvador Atenco, atricherándose los pobladores en dicho poblado e instalando barricadas. En los enfrentamientos, varios policías fueron golpeados por los pobladores y amenazaron con hacer estallar pipas de gas.[cita requerida] Al día siguiente, en un intento de restablecer el orden, el entonces gobernador Peña Nieto solicitó a la policía estatal tomar control de la situación, siendo detenidas 211 personas. A consecuencia de dicho operativo fallecieron dos personas, siendo una de ellas menor de edad. Además, según investigaciones posteriores de la CNDH y la Suprema Corte de Justicia de la Nación, hubo abusos atribuibles a las fuerzas policiacas municipales, estatales y federales; detenciones arbitrarias, trato cruel, inhumano y/o degradante; allanamientos de morada, tortura, abuso sexual y violaciones a veintiséis mujeres; además de violación a los derechos de menores de edad. Durante los años posteriores, se procesó a veintiún de los elementos policiacos participantes de los actos, de los cuales quince fueron expulsados de sus corporaciones, cinco fueron procesados penalmente y a uno se le condenó a pagar daños y perjuicios a una de las víctimas. En 2010, la Suprema Corte de Justicia de la Nación resolvió el juicio de amparo presentado por doce de los detenidos en aquellos sucesos y se ordenó su liberación.

#### Ciudades Bicentenario
Durante su gobierno se implementó un programa llamado Ciudades Bicentenario. Este arrancó en 2007 y tenía el objetivo de dar impulso a seis municipios para detonar su desarrollo en cuanto a industria, vivienda y mejoras a la infraestructura. Los municipios designados fueron: Almoloya de Juárez, Atlacomulco, Jilotepec, Huehuetoca, Tecámac y Zumpango. El proyectó fue un fracaso y nunca logró el objetivo que tenía planteado, pues la mayoría de las casas entregadas no contaban con servicios básicos, presentaban malas construcciones y habían sido edificadas en zonas poco seguras, pobladas, urbanizadas y alejadas de lugares laborales. Lo anterior fue precursor para que varias viviendas fueran abandonadas y los compradores buscaran otros lugares de residencia en sitios que se adecuaran a sus necesidades. Aún con estos problemas, algunos residentes optaron por conservar y permanecer en dichos domicilios.

#### Las pirámides de Teotihuacán
A inicios del mes de diciembre de 2008, el gobierno del Estado de México, con aprobación del Instituto Nacional de Antropología e Historia y con apoyo de la Secretaría de Turismo Federal se comenzó a montar un proyecto de luces y sonido en las pirámides de Teotihuacán llamado Resplandor teotihuacano a través de una empresa llamada "Grupo Mundo", espectáculo que fue criticado inicialmente por los trabajadores del INAH y miembros de su sindicato de académicos y trabajadores. El 23 de diciembre de 2008 la Comisión Permanente del Congreso de la Unión de México pidió la suspensión de las obras en las mismas pirámides por considerar que dañaban la estructura de las mismas, suspensión que puso en marcha el INAH al día siguiente.
El gobierno del Estado de México, a cargo entonces de Peña Nieto ordenó que se continuaran las obras en las pirámides a pesar de la oposición de las protestas, argumentando una derrama económica a la región y el impulso de un corredor turístico. Después, el 7 de enero de 2009, se comenzaron a levantar los rieles instalados en las pirámides por bloques de concreto. A pesar de ello, días después se informó que continuarían los trabajos en las pirámides.
El 13 de enero de 2009 el Consejo Internacional de Monumentos y Sitios, adscrito a la Organización de las Naciones Unidas para la Educación, la Ciencia y la Cultura, dictaminó que las obras en el sitio debían detenerse, ya que afectaban "la autenticidad del sitio" y no estaban asesoradas por técnicos competentes. Posteriormente la Comisión de Cultura de la Cámara de Diputados de México, condenó las obras en la zona, lo que fue reafirmado por la Comisión Permanente del Congreso de la Unión que el 28 de enero condenó la instalación del espectáculo de luces y ordenó la creación de una mesa de expertos para evaluar los daños a la zona.
El Sindicato de Trabajadores del INAH interpuso un amparo contras las obras en Teotihuacán y sus expertos en arqueología determinaron que se dañó piedra originaria en las perforaciones a la pirámides. Mientras que, por otro lado, el reporte llevado a cabo por el Grupo Técnico Evaluador (GTE) determinó que las estructuras monumentales no sufrieron daño.[cita requerida] Dicho reporte indicó que los barrenos fueron colocados en capas de reconstrucción moderna.

## Candidatura a la Presidencia de la República
El 14 de noviembre de 2011, el Comité Ejecutivo Nacional del Partido Revolucionario Institucional emitió la convocatoria para la selección y postulación de su candidato a la presidencia para las elecciones presidenciales de 2012. Dicha convocatoria preveía la posibilidad de postular un candidato de unidad o de lo contrario se procedería a una votación en febrero entre los precandidatos.
Tres días después, se consolidó una primera alianza entre los partidos Revolucionario Institucional (PRI), Verde de México (PVEM) y Nueva Alianza (PANAL), que fue pactada el 17 de noviembre de 2011.
El 27 de noviembre de 2011, Peña Nieto acudió a la sede nacional del PRI para entregar la documentación y recibir la constancia que lo acreditó como precandidato de ese partido. Al no presentarse otros precandidatos en el proceso, el 17 de diciembre recibió la constancia como candidato único del Partido Revolucionario Institucional.
En enero de 2012, el candidato presidencial presenta a su equipo de campaña encabezada por Luis Videgaray como coordinador general. El día 21 del mismo mes, el PANAL decide retirar su apoyo a la coalición realizada en noviembre con PRI y PVEM, por lo que Peña Nieto quedó como candidato de la coalición conformada solamente por estos dos últimos partidos, la cual fue registrada ante el Instituto Federal Electoral bajo el nombre Compromiso por México.
El 12 de marzo de 2012, en la ciudad de Dolores Hidalgo en el estado de Guanajuato, protestó formalmente como candidato presidencia de la alianza conformada por el Partido Revolucionario Institucional (PRI) y Partido Verde Ecologista de México (PVEM) para la elección de 2012; quedando registrado con tal carácter ante el IFE el 16 de marzo. En los primeros minutos del día 30 de marzo inició su campaña en un evento masivo organizado en Guadalajara, Jalisco.
Como contendientes en la campaña tuvo a Josefina Vázquez Mota, candidata por el Partido Acción Nacional (PAN); Andrés Manuel López Obrador quien participó como el candidato de la coalición Movimiento Progresista conformada por los partidos de la Revolución Democrática (PRD), del Trabajo (PT) y Movimiento Ciudadano; y Gabriel Ricardo Quadri de la Torre candidato del Partido Nueva Alianza (PANAL).
El 11 de mayo de 2012, luego de su participación en el foro Buen ciudadano en la Universidad Iberoamericana, se originó el Movimiento Yosoy132.
El 19 de mayo de 2012, se efectuaron numerosas concentraciones multitudinarias en algunas partes de México con el objeto de expresar repudio contra su candidatura presidencial. En la Ciudad de México, autoridades de seguridad pública reportaron que la cifra de asistentes ascendió a más de 46.000 personas. En tanto, Peña Nieto se abstuvo de opinar sobre el tema y solo declaró que respetará las expresiones a favor o en contra de su candidatura.
Durante la campaña tanto PRD como PAN denunciaron triangulaciones de dinero desde empresas financieras en favor del PRI, en particular del grupo financiero Monex (ver caso Banca Monex) hecho que fue denunciado ante el Instituto Federal Electoral (IFE). Al investigar el caso la Unidad de Fiscalización del IFE confirmó la existencia de transacciones financieras de carácter mercantil, sobre las que más tarde se pronunciaría el IFE, exonerando al PRI.
El desarrollo del marketing político durante la campaña de Peña Nieto se centró en la proyección de una imagen de compromiso con las promesas realizadas. La imagen política giró alrededor del spot: "Este es mi compromiso y tú sabes que lo voy a cumplir" que tuvo una amplia difusión. Parte de dicha estrategia fue el uso del eslogan "Te lo firmo y te lo cumplo" que hacía referencia a la práctica del candidato de firmar ante notario público sus promesas de campaña. Esto generó una contracampaña lanzada por el partido opositor PAN denominada "Peña no cumple", que pretendía restar credibilidad a los compromisos realizados por el candidato.
Asimismo, se otorgó gran importancia al desarrollo de la campaña a través de medios electrónicos. En Twitter se generaron varios trending topics nacionales que implicaban alguna sentencia sobre Peña Nieto, ya en favor ya en contra. En algún momento se acusó a dicha campaña electrónica de utilizar bots para masificar dichos contenidos y generar una mayor presencia del candidato en dicha red.

#### AsuntoThe Guardian
El 6 de junio de 2012, el periódico británico The Guardian publicó informaciones que denunciaban la existencia de acuerdos entre Grupo Televisa y Peña Nieto relativas a él mismo y a López Obrador en elecciones federales de 2006 con objeto de favorecer al primero y perjudicar al último. Aunque las denuncias de The Guardian eran congruentes con otros hechos e informaciones previas disponibles, diversas fuentes señalaron que el origen último de los documentos y el grado de exactitud o veracidad era difícil de evaluar (al proceder de una filtración).
El 5 de febrero de 2013, The Guardian y Televisa expidieron un comunicado conjunto, en el que el diario británico se declara dispuesto a "resolver amistosamente" sus diferencias con la cadena mexicana, a aclarar "cualquier involuntario malentendido" y en el que el The Guardian "acepta que las autoridades electorales resolvieron que la cobertura televisiva de Grupo Televisa cumplió con las estrictas normas electorales mexicanas y neutralidad política".

#### Movimiento YoSoy132
El 11 de mayo de 2012, luego de su participación en un foro en la Universidad Iberoamericana, se originó el Movimiento Yosoy132 el cual perfiló entre sus objetivos —a excepción de los representantes del ITAM— el oponerse a lo que llaman una "imposición mediática" de cualquier candidatura en las elecciones federales de 2012, señalando como tal a la de Peña Nieto.

#### Caso Banca Monex
Durante la campaña electoral tanto el PRD como el PAN denunciaron una supuesta compra de voto por parte del PRI, concretamente la Unidad de Fiscalización del Instituto Federal Electoral (IFE) confirmó una triangulación en la que una persona moral de carácter mercantil financió 9 mil 924 monederos electrónicos, con valor total de 70 millones 815 mil 534 pesos. De acuerdo con PRD y PAN dichos fondos habrían estado destinados a pagar a la estructura del PRI en las casillas para influir ilegítimamente en el voto.
En enero de 2013, el Instituto Federal Electoral (IFE) validó el dictamen de la unidad de fiscalización (UF) y exoneró al PRI-PVEM de incurrir en operaciones ilícitas en el financiamiento de su campaña presidencial. Se avaló el dictamen a pesar de detectar un entramado de relaciones entre el PRI con Alkino y otras empresas mercantiles por un monto de 66 millones de pesos distribuidos por medio de Banca Monex, el cual fue considerado legal.

## Presidente de México

### Elección y ascenso al poder
| Partido/Coalición                                                                             | Candidato                           | Votos      | Porcentaje |
| --------------------------------------------------------------------------------------------- | ----------------------------------- | ---------- | ---------- |
| Compromiso por México                                                                         | Enrique Peña Nieto                  | 19,158,592 | 38.15%     |
| Movimiento Progresista                                                                        | Andrés Manuel López Obrador         | 15,848,827 | 31.64%     |
| Partido Acción Nacional                                                                       | Josefina Vázquez Mota               | 12,732,630 | 25.40%     |
| Nueva Alianza                                                                                 | Gabriel Quadri de la Torre          | 1,146,085  | 2.30%      |
| Votos nulos                                                                                   | Votos nulos                         | 1,236,857  | 2.42%      |
| Votos por candidatos no registrados                                                           | Votos por candidatos no registrados | 20,625     | 0.06%      |
| Total                                                                                         | Total                               | 50,143,616 | 100%       |
| Fuente: Sala Superior del Tribunal Electoral. Poder Judicial de la Federacíón. Cómputo Final. |                                     |            |            |

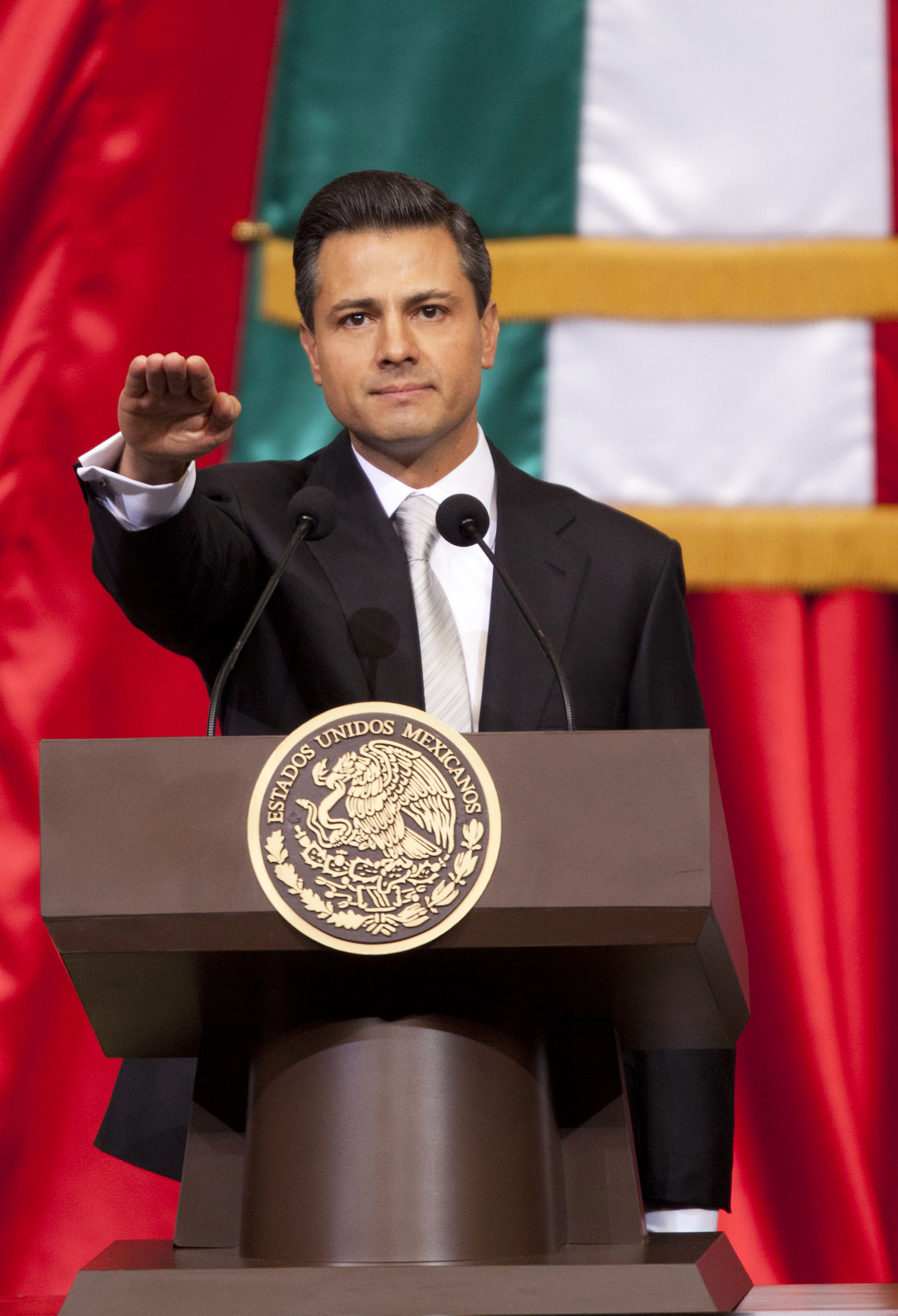
Toma de Protesta Constitucional de Enrique Peña Nieto como presidente de México.

Las elecciones federales en México, se llevaron a cabo el 1 de julio de 2012 en el cual, conforme al cómputo final emitido por el Instituto Federal Electoral, participó un 63.14% de los ciudadanos inscritos en el padrón electoral, equivalente a 50,143,616 votos emitidos. Dicha votación, en lo que respecta a la elección presidencial, estuvo distribuida de la siguiente manera: Peña Nieto, 19,158,592 votos (38.15%); Andrés Manuel López Obrador, 15,848,827 votos (31.64%); Josefina Vázquez Mota, 12,732,630 votos (25.40%) y Gabriel Cuadri de la Torre, 1,146,085 (2.30%).
El 30 de agosto de 2012 a las 22:25 horas, después de una apelación que se sostuvo desde el día de las elecciones federales, Peña Nieto es declarado presidente electo de México por unanimidad de los siete integrantes del Tribunal Electoral del Poder Judicial de la Federación, al considerar infundada la apelación que el Movimiento Progresista, presentó para la anulación de dichas elecciones, así como también por la mayoría de votos por el candidato priista.
El día 31 de agosto de 2012, a las 17:00 horas se entrega la constancia de mayoría de votos a Peña Nieto, para fungir como presidente de México del 1 de diciembre de 2012 al 30 de noviembre de 2018.
Para el desempeño del poder ejecutivo, designó a su gabinete de secretarios de estado, el cual en su mayoría estaba conformado por políticos de bajo perfil, entre los más conocidos se encontraban: Emilio Chuayffet a quien se le encomendó la Secretaría de Educación Pública; Rosario Robles que asumió el cargo de secretaria de Desarrollo Social y Pedro Joaquín Coldwell que al momento de su designación como secretario de Energía se desempeñaba como presidente nacional del PRI. Al coordinador de su campaña Luis Videgaray se le entregó la Secretaría de Hacienda y Crédito Público, mientras que la Secretaría de Gobernación fue para Miguel Ángel Osorio Chong. El único secretario de la anterior administración que también fue empleado en la nueva fue José Antonio Meade Kuribreña que de la Secretaría de Hacienda devino en secretario de Relaciones Exteriores.
El día 1 de diciembre de 2012, a las 11:18 de la mañana recibe la banda presidencial de manos del presidente de la Mesa Directiva de la Cámara de Diputados, Jesús Murillo Karam, la cual a su vez le fue entregada por el ciudadano Felipe Calderón, tomando protesta de ley ante el Congreso de la Unión como presidente de los Estados Unidos Mexicanos.

### Pacto por México

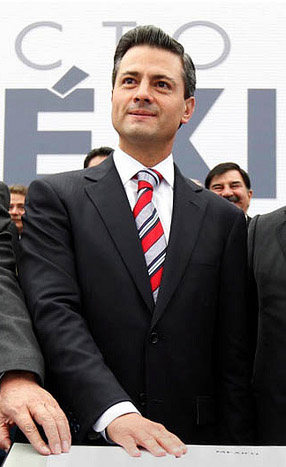
Firma del Pacto por México por el presidente Enrique Peña Nieto.

Al día siguiente de comenzar su sexenio, el presidente Peña Nieto participó en la firma del acuerdo llamado "Pacto por México" entre presidencia de la República y los tres principales partidos mexicanos: PRI, PAN y PRD. Las negociaciones para alcanzar dicho pacto se llevaron a cabo desde octubre de 2012 encabezadas por el equipo de transición del presidente electo y representantes de los partidos políticos. Hacia finales de noviembre se acordó un texto definitivo para los acuerdos, firmándose en el Castillo de Chapultepec el 2 de diciembre de 2012, signando el presidente y los presidentes de los partidos: Jesús Zambrano Grijalva, Cristina Díaz Salazar y Gustavo Madero Muñoz.
El pacto está dividido en cinco secciones que enumeran el tipo de acuerdos tomados en cada uno: 
1) Acuerdos por una sociedad de derechos y libertades.
2) Acuerdos para el crecimiento económico, empleo y competitividad.
3) Acuerdos para la seguridad y la justicia.
4) Acuerdos para la transparencia, rendición de cuentas y combate a la corrupción.
5) Acuerdos para la Gobernabilidad Democrática.
Entre los acuerdos tomados se encuentran diversos temas de la agenda política mexicana como reformas constitucionales y a diversas leyes federales e instituciones públicas, así como la creación de nuevas leyes que regulen temas hasta ahora ignorados o deficientemente legislados. Uno de los primeros acuerdos en llevarse a la práctica fue la reforma educativa cuya iniciativa que fue presentada el 10 de diciembre y tras pasar por ambas cámaras fue aprobada finalmente el 6 de febrero de 2013. Fue promulgada el 25 de febrero de 2013.
Otro aspecto de este pacto es la reforma en telecomunicaciones que durante abril de 2013 fue aprobada por el Congreso de la Unión, cuya existencia se justifica bajo la propuesta de incluir a México en la era digital y el fomento a la competencia económica en materia de telecomunicaciones. Fue promulgada el 10 de junio de 2013.

### Política social

#### Cruzada nacional contra el hambre
En enero de 2013 fue anunciado el programa social Cruzada nacional contra el hambre cuyo objetivo descrito desde el inicio del cargo presidencial es el de abatir la pobreza, la desnutrición y la marginación en México. Y que fue anunciado como acorde a los objetivos del programa Hambre Cero de las Naciones Unidas.
Para ello, el 21 de enero de 2013 dicho programa fue lanzado oficialmente en el estado de Chiapas, creándose al efecto el Sistema Nacional contra el Hambre (SINHAMBRE) y una comisión intersecretarial que lo implementara. Dicha comisión fue instalada y tuvo su primera sesión e instrucción presidencial el 16 de febrero.

#### Reforma educativa
La reforma educativa, fruto también del Pacto por México, tuvo como objetivo reformar el sistema educativo, sobre todo en lo respectivo en la materia de evaluación de los docentes. Para ello, las reformas a la Constitución mexicana fueron promulgadas el 25 de febrero de 2013; a lo cual siguió las reformas a la Ley General de Educación, la Ley del Instituto Nacional para la Evaluación de la Educación y la Ley General del Servicio Profesional Docente, todas ellas promulgadas el 10 de septiembre de 2013.
Con esta reforma, se creó un organismo público autónomo con personalidad jurídica y patrimonio propios, denominado Sistema Nacional de Evaluación Educativa, que tiene como objetivo evaluar la calidad, el desempeño y los resultados del sistema educativo nacional en todos los niveles de educación. Asimismo se establecieron las facultades legislativas del Congreso de la Unión para establecer un servicio profesional docente quien será el encargado del ingreso, promoción y permanencia de los maestros, en sustitución de las funciones que venía fungiendo de facto el Sindicato Nacional de Trabajadores de la Educación. Ello ha conllevado la oposición de dicho sindicato y de cierto sección de la población, lo que ha originado algunas protestas en varios estados de México.

### Política económica

#### Reforma financiera
El 9 de enero de 2014 fue publicada en el Diario Oficial de la Federación la reforma financiera con la que se busca dar un impulso al sector bancario y de ahorro en México. Con ella se reformaron 34 ordenamientos jurídicos en materia financiera. La reforma tiene como objetivos fomentar el crédito a través de la Banca de Desarrollo; incrementar la competencia en el sector financiero; ampliar el crédito de las instituciones financieras privadas; y asegurar la solidez y prudencia del sector financiero en su conjunto. Se crea un Buró de Entidades Financieras en la CONDUSEF para registrar públicamente las quejas que reciban esas entidades. Se simplifican los trámites para el otorgamiento y ejecución de garantías bancarias. Se crea el Consejo de Estabilidad del Sistema Financiero. Se prohíbe a los bancos vender productos financieros condicionados a la compra de otros diferentes. Se crea un Sistema Arbitral en Materia Financiera para resolver conflictos entre usuarios y bancos. Se amplían las facultades de la CONDUSEF para poder exigir mayor información a las entidades financieras. Se reforman diversas disposiciones sobre el procedimiento de concurso mercantil para darle mayor confiabilidad.

#### Reforma energética
El 12 de agosto de 2013 la presidencia de la República presentó al Congreso de la Unión la iniciativa de reformas en materia de hidrocarburos e industria energética, que a diferencia de otras reformas ha encontrado más oposición por parte de los restantes partidos políticos que conforman las Cámaras especialmente por los de izquierda.
En materia de petróleo e hidrocarburos, la reforma propone abrir la posibilidad de la inversión extranjera en tal industria dominada actualmente por PEMEX mediante contratos de exploración y extracción de hidrocarburos, e igualmente cambiaría el texto del artículo 28 constitucional para permitir a capitales privados la participación en algunas actividades del proceso industrial el petróleo. En materia de electricidad la propuesta también prevé la participación del mercado privado en dicha industria energética a la par de la intervención de la Comisión Federal de Electricidad, especialmente en lo respectivo a energías renovables.

#### Reforma en telecomunicaciones
En marzo de 2013 Peña Nieto presenta su propuesta de reforma integral en telecomunicaciones y competencia económica que, con algunas modificaciones de ambas cámaras del congreso, fue promulgada el 10 de junio de 2013. Estas reformas introdujeron en la constitución la garantía de protección a los datos personales y el derecho al acceso a las tecnologías de la información, la banda ancha y el Internet e impone la obligación del ejecutivo federal de establecer una agenda digital dentro de su política rectora. Crea el Instituto Federal de Telecomunicaciones para sustituir a la Comisión Federal de Telecomunicaciones y suplir sus funciones pero con una estructura y naturaleza jurídica diferentes y se le encarga la creación de dos nuevas cadenas de televisión; crea también la Comisión Federal de Competencia Económica que sustituye a la Comisión Federal de Competencia para promover la libre competencia, la libre concurrencia y evitar los monopolios.
El 24 de marzo de 2014 fue presentada al Senado de México la propuesta de reformas a las leyes secundarias en materia de telecomunicaciones, que daba seguimiento a las reformas constitucionales en la misma materia y cuyo principal objeto era la expedición de una “Ley Federal de Telecomunicaciones y Radiodifusión”. La propuesta fue bastante impopular y causó gran revuelo y manifestaciones casi de inmediato, sobre todo entre activistas y defensores de la libertad de internet que alegan que el proyecto recae en actos de censura y atentados contra la privacidad. Ha sido objeto de varios debates sobre las implicaciones de su aprobación. Con algunos cambios fue aprobada por ambas cámaras del congreso y fue promulagada finalmente el 14 de julio de 2014.

#### Reforma hacendaria
El 9 de septiembre de 2013, es presentada por la presidencia la propuesta de reforma fiscal para México, que tras un largo debate, diversas críticas y modificaciones, fue aprobada por el Congreso y publicada en el Diario Oficial de la Federación el 11 de diciembre de dicho año, entrando en vigor el 1 de enero de 2014.
El objetivo de la reforma se encontraba en obtener una mayor y más efectiva recaudación fiscal, para ello propuso la aplicación general del impuesto al valor agregado a diversos productos y actividades que antes no lo pagaban, tales como la compraventa de casas habitación, transporte público foráneo de pasajeros, alimentos procesados para mascotas y la goma de mascar. Se eliminaron el Impuesto Empresarial a Tasa Única (IETU) y el Impuesto a los Depósitos en Efectivo (IDE). Se gravó, mediante un Impuesto Especial sobre Producción y Servicios (IEPS), el consumo de bebidas azucaradas y alimentos con alto contenido calórico, tales como los refrescos, golosinas y frituras. Igualmente se creó un impuesto del 10% sobre utilidades obtenidas por especulación en la Bolsa de Valores.
Originalmente la propuesta incluía el establecimiento de impuestos sobre colegiaturas, hipotecas y consumo en restaurantes, pero tales medidas fueron desechadas por el Congreso por la gran oposición presentada en contra de ellas.

#### Estrategia Digital
El 25 de noviembre de 2013, Peña Nieto presentó, con Alejandra Lagunes Soto Ruiz, la llamada "Estrategia Digital Nacional", como política oficial del gobierno federal que tiene como objetivo la "adopción y el desarrollo de las Tecnologías de la Información y la Comunicación" en México, para aplicarse entre los años 2014 y 2018. Se pretende con ello integran a México a la era digital y modernizar los servicios del estado. Tiene como objetivos la transformación gubernamental, la economía digital, educación de calidad, salud universal y efectiva y seguridad ciudadana.
En diciembre de 2013, se creó un comité especializado de datos abiertos que se encargaría de redactar una nueva política sobre la materia; la página del comité se lanzó en fase beta a fines de junio de 2014, En enero del siguiente año, se firmó la Alianza para el Gobierno Abierto (AGA).«Alianza para el Gobierno Abierto». 29 de enero de 2014.

### Política de seguridad

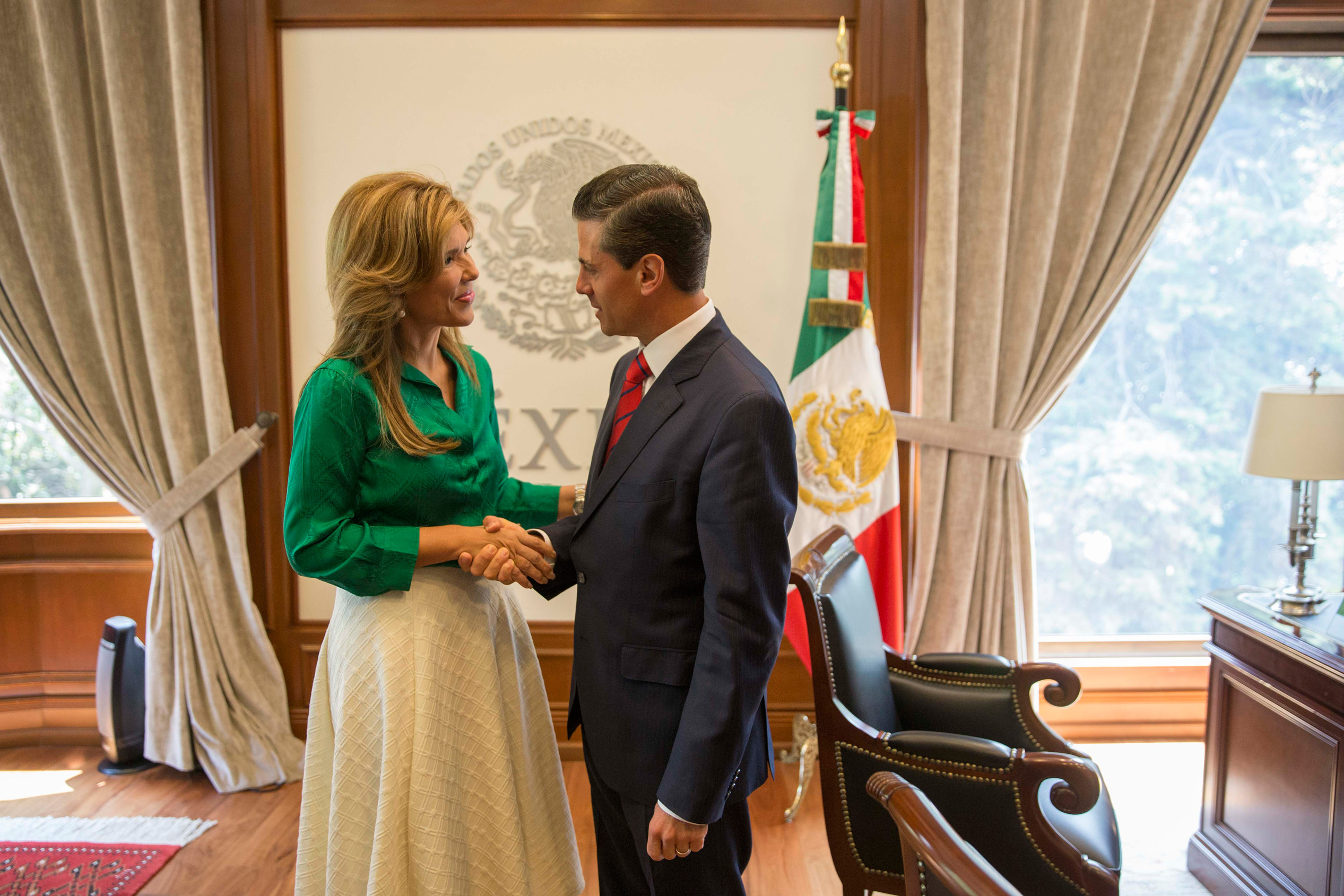
Claudia Pavlovich en una reunión con Enrique Peña Nieto en agosto de 2015, tras ser elegida gobernadora.

La política de seguridad se enfoca principalmente en reducir la violencia en vez de atacar a las organizaciones criminales de México de manera frontal, marcando un punto de partida en la estrategia de seguridad de Felipe Calderón Hinojosa.
Durante su campaña Peña Nieto propuso crear una policía militarizada con más de 40,000 efectivos, conocida como una "gendarmería." Propuso que esta organización estaría bajo un mando único. El presidente-electo enfatizó que no está a favor de una intervención militar estadounidense, pero considerará que los Estados Unidos entrenen a los efectivos policiacos en tácticas de contrainsurgencia. Fuera de eso, Peña Nieto prometió que los Estados Unidos no tendrá un papel mayor en la lucha contra el narcotráfico en México. Durante su campaña, Peña Nieto apuntó a Óscar Naranjo, un exgeneral de la Policía Nacional de Colombia, como su asesor de seguridad, y prometió reducir la tasa de homicidios en México por más de un 50% para cuando concluya su sexenio en el 2018.
El 17 de diciembre de 2012, Peña Nieto presentó oficialmente su política de seguridad, durante la segunda sesión extraordinaria del Consejo Nacional de Seguridad Pública. Conforme a dicha presentación, la nueva política de seguridad se enfocaría más al ámbito regional y se delinearía por 6 líneas de acción: I) Planeación; II) Programa Transversal de Prevención; III) Programa Nacional de Derechos Humanos; IV) Coordinación entre niveles de gobierno; V) Reestructuración de las policías estatales y de la procuración de justicia; VI) Evaluación.
El 2 de enero de 2013, mediante decreto publicado en el Diario Oficial de la Federación se reformó la Ley de la Administración Pública Federal, con lo que desaparece la Secretaría de Seguridad Pública y se concentran todas sus funciones en Consejo Nacional de Seguridad Pública dependiente de la Secretaría de Gobernación. En el mismo mes se anuncia una división estratégica del país en 5 regiones geográficas para llevar a cabo dichas políticas de seguridad e implementar la coordinación de los niveles de gobierno. Se ha anunciado que la reforma de la policía nacional se realizará mediante la presentación de la Gendarmería Nacional, el 16 de septiembre de 2013.
En diciembre de 2013 la Procuraduría General de la República aseveró que hasta ese momento la administración de Peña Nieto había detenido o dado muerte a cerca de 69 importantes narcotraficantes y líderes de los más importantes cárteles del país, entre ellos Miguel Ángel Treviño Morales conocido como el Z 40, líder de Los Zetas. El 22 de febrero de 2014, fue detenido Joaquín Guzmán Loera, el "Chapo Guzmán", cabeza del Cártel de Sinaloa y el 26 de mayo de 2014 fue arrestado el supuesto líder del Cártel del Golfo, Juan Manuel Rodríguez García.
Para intentar abatir el número de secuestros en México, Peña Nieto creó la figura del coordinador Nacional Antisecuestro, que sería popularizado en medios como el "Zar antisecuestros", cuyo nombramiento recayó en Renato Sales Heredia, que fue designado el 29 de enero de 2014.
El 15 de enero de 2014, mediante decreto presidencial se crea Comisión para la Seguridad y el Desarrollo Integral en el Estado de Michoacán, con el objetivo de pacificar la zona, especialmente Tierra Caliente en el cual el grado de criminalidad del narcotráfico era tal que obligó a la sociedad civil a formar los Grupos de Autodefensa Comunitaria. Alfredo Castillo Cervantes fue nombrado titular del organismo. En mayo de 2014 una gran cantidad de autodefensas se integraron al modelo de policía rural pasando de esa manera a la institucionalidad, mientras que su líder José Manuel Mireles, fue detenido por presuntos crímenes de portación de armas y posesión de drogas.

### Política exterior

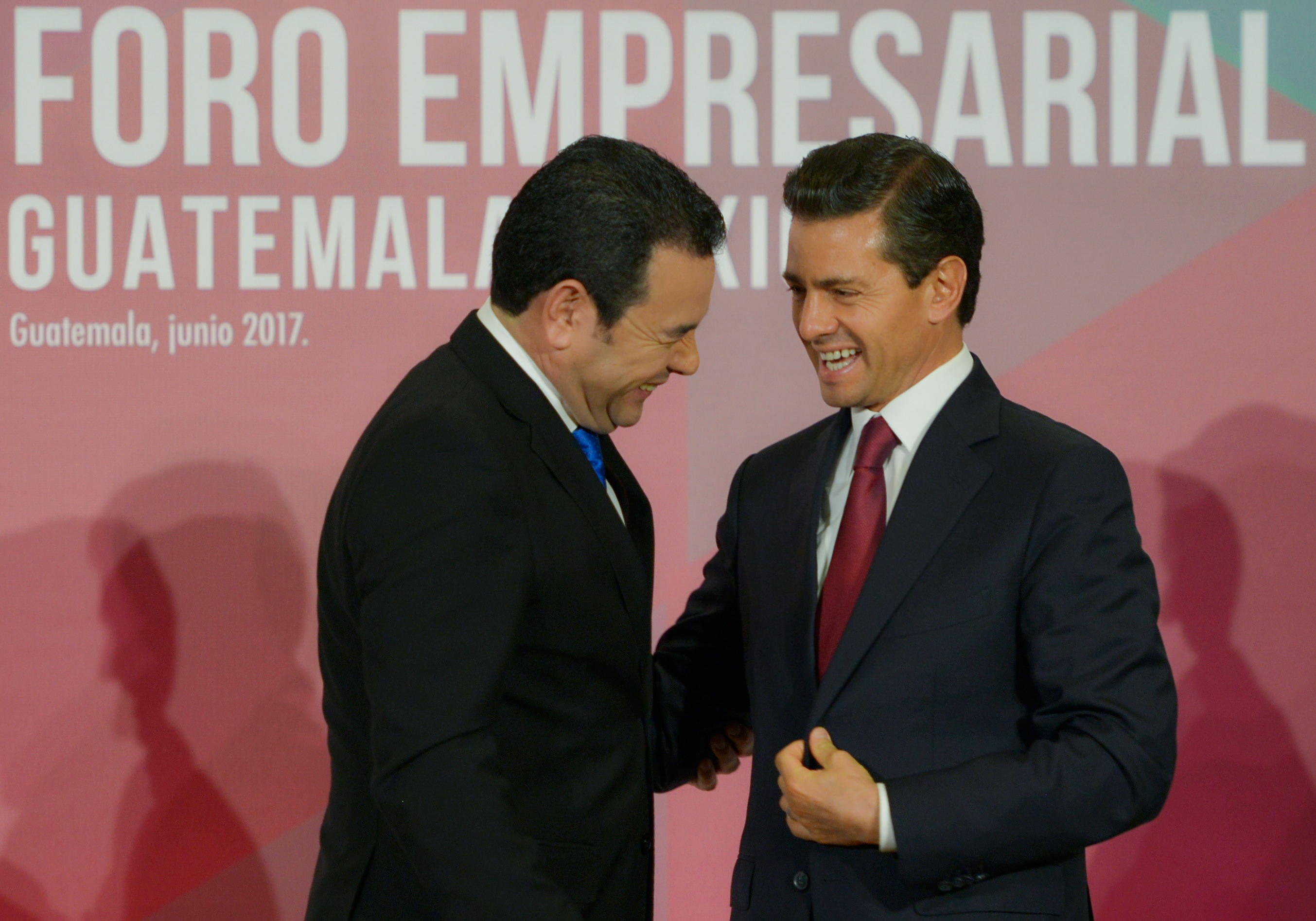
Enrique Peña Nieto con el presidente de Guatemala, Jimmy Morales en 2017.

Desde su candidatura y a través del libro “México, la gran esperanza”, Peña Nieto manifestó las directrices de la que sería su futura política exterior, señalando como acciones estratégicas para México en su papel de actor global, que ya en la práctica, se han seguido como las bases de la política peñista hacia otros países, ejecutada a través del Secretario de Relaciones Exteriores José Antonio Meade Kuribreña:
- Impulsar una mejor integración y ampliar la agenda de trabajo con los países de América del Norte;
- Fortalecer la cooperación con Centroamérica y el Caribe;
- Recobrar el buen diálogo con América del Sur;
- Consolidar la alianza Asia-Pacífico;
- Dinamizar y profundizar la relación con la Unión Europea.

#### Latinoamérica y el Caribe
En lo que respecta a las relaciones latinoamericanas, se ha optado por retomar el diálogo con Cuba y Venezuela haciendo visitas oficiales a dichos países. En Cuba se reunió con Fidel Castro durante la II Cumbre de Estados Latinoamericanos y del Caribe celebrada en enero de 2014, mientras que viajó a Venezuela para los funerales de Hugo Chávez, no obstante que manifestó que su presencia ahí no tenía intenciones políticas. Igualmente, Elías Jaua Milano, ministro de Relaciones exteriores de Venezuela, visitó oficialmente México en noviembre de 2013 para retomar el diálogo bilateral y hacer una agenda de trabajo conjunta.
Peña Nieto ha asistido a tres cumbres de la Alianza del Pacífico mostrándose promotor de este órgano de integración regional de la que México forma parte junto con Chile, Colombia y Perú. A partir de 2014, en la IX Cumbre celebrada en Punta Mita, Nayarit, Peña asumió la presidencia pro tempore de este organismo.
Durante la III Cumbre México-Caricom, Peña Nieto manifestó la intención de un mayor acercamiento y una agenda de trabajo concreta con los países del Caribe.

#### Estados Unidos

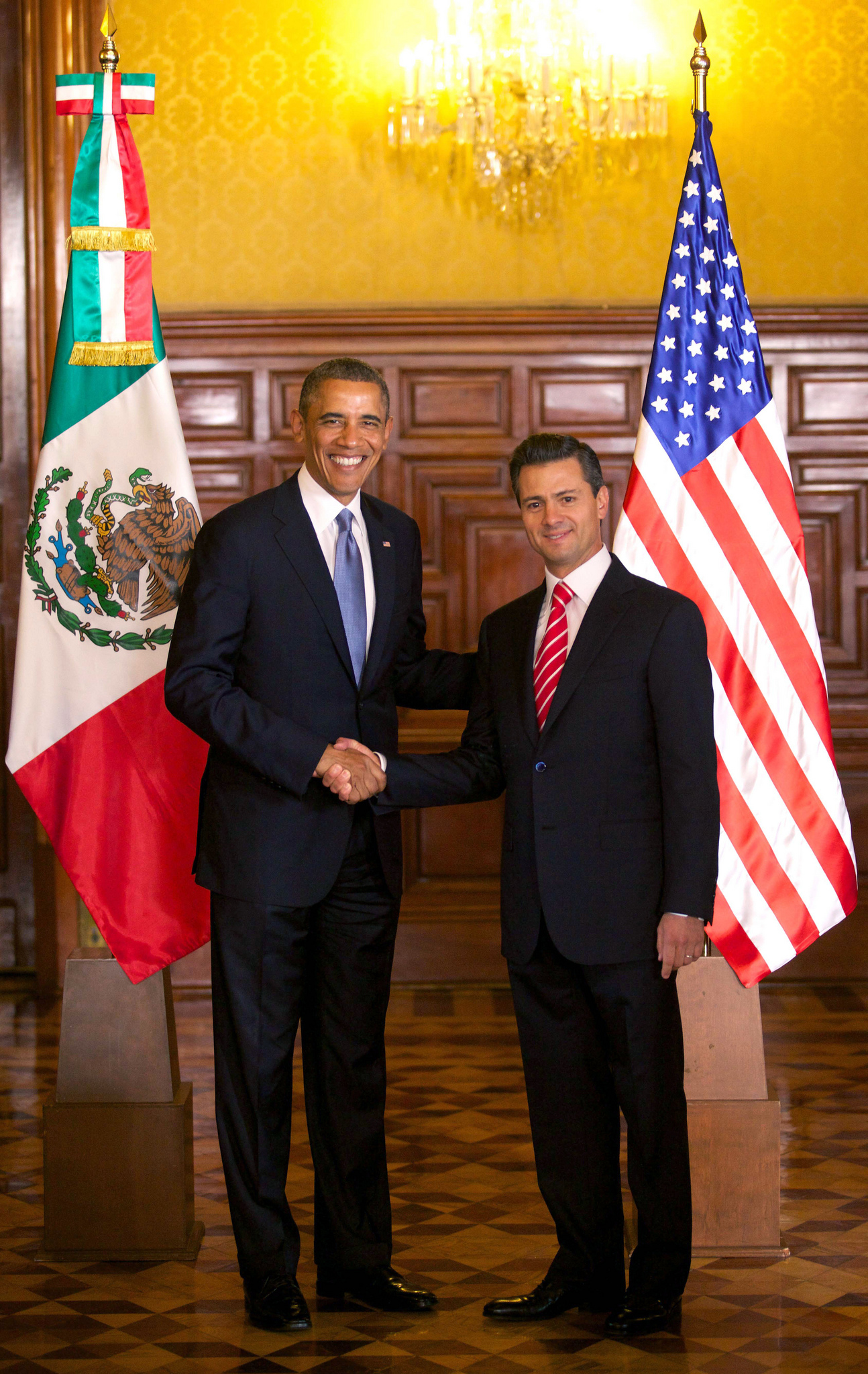
Reunión con el presidente de Estados Unidos Barack Obama en México, D. F. el 2 de mayo de 2013.

Peña Nieto ha mantenido muy cercano al gobierno de Estados Unidos. El 27 de noviembre de 2012, pocos días previos a asumir como presidente, realizó una visita al mandatario estadounidense Barack Obama en la Casa Blanca, mientras que este realizó una visita oficial a México el 2 y 3 de mayo de 2013, donde lanzaron una declaración conjunta en la que se comprometían a avanzar en la cooperación entre ambos países en lo respectivo a cuatro puntos: 1) competitividad económica; 2) vínculos entre ambas sociedades; 3) liderazgo en temas regionales y globales; y 4) seguridad ciudadana. En mayo de 2014 el secretario de estado de Estados Unidos, John Kerry visitó México para dar seguimiento a los acuerdos tomados con el presidente Obama y tratar temas sobre seguridad fronteriza, movilidad estudiantil e intercambio comercial.
En septiembre de 2013 se hizo público, a través de documentos filtrados por Edward Snowden, el espionaje que realizaba la Agencia de Seguridad Nacional de Estados Unidos (NSA) a la presidenta de Brasil, Dilma Rousseff y a Peña Nieto cuando aún era candidato a la presidencia de México, lo que luego sería ampliado por la revista alemana Der Spiegel, para dar a conocer que el expresidente Felipe Calderón también fue objeto de ese espionaje. Mientras que en Brasil eso llevó a la aceleramiento en la expedición del Marco Civil da Internet, por parte del gobierno de Peña Nieto el hecho mereció unos cuantos comentarios y el inicio de una investigación en octubre de 2013 que se mantiene inconclusa.
Además, Peña Nieto se ha mostrado en favor de la continuidad de los acuerdos del Tratado de Libre Comercio de América del Norte que México tiene firmado con Estados Unidos y Canadá, sin que haya manifestado pretender hacer cambios radicales al mismo. Con tal postura participó en la IX Cumbre de Líderes de América del Norte en febrero de 2014.

#### Unión Europea

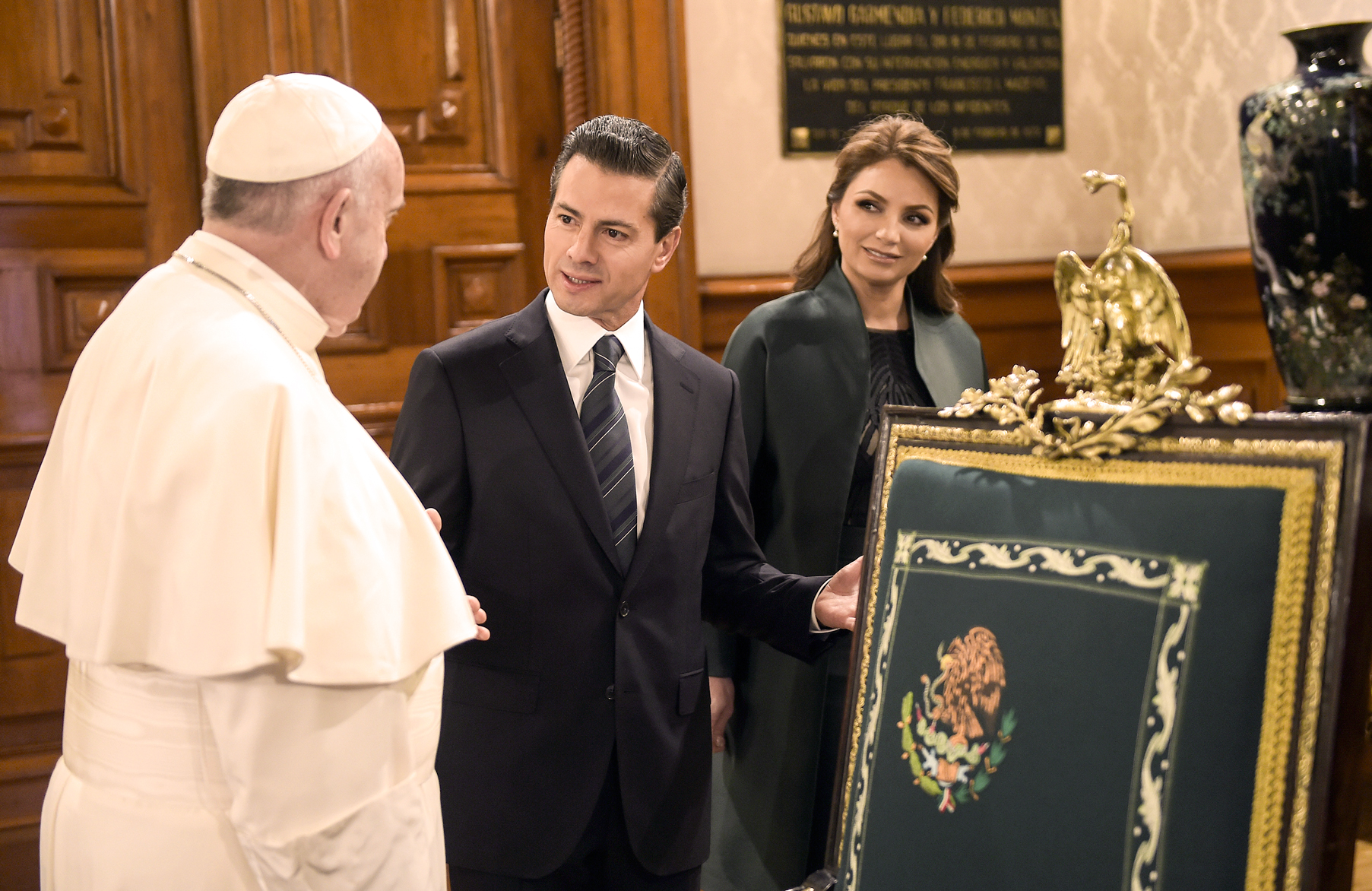
El papa Francisco en Palacio Nacional, el 13 de febrero de 2016.

Justo antes de comenzar su encargo como presidente en octubre de 2012, Peña Nieto realizó una gira por Europa de diez días visitando Alemania, Gran Bretaña, España y Francia, países en donde su discurso se centró en promocionar su programa de reformas que venía planeando. En Francia declaró que haría valer la decisión de la Suprema Corte de Justicia de la Nación en el caso Florence Cassez, quien sería liberada ya dentro de su mandato el 23 de enero de 2013 y sería saludado con beneplácito por el presidente Francois Hollande, lo que relanzó las relaciones diplomáticas con dicho país. Del 5 al 10 de junio de 2014 se realizó una nueva visita oficial de la presidencia de México a algunos países europeos, visitando esta vez España, Portugal y Ciudad del Vaticano visitando a los jefes de gobierno de dichas naciones y al papa Francisco. En febrero de 2016 recibió en su carácter de jefe de Estado en Palacio Nacional al papa Francisco durante su visita al país, siendo el primer pontífice en pisar este recinto.

#### China

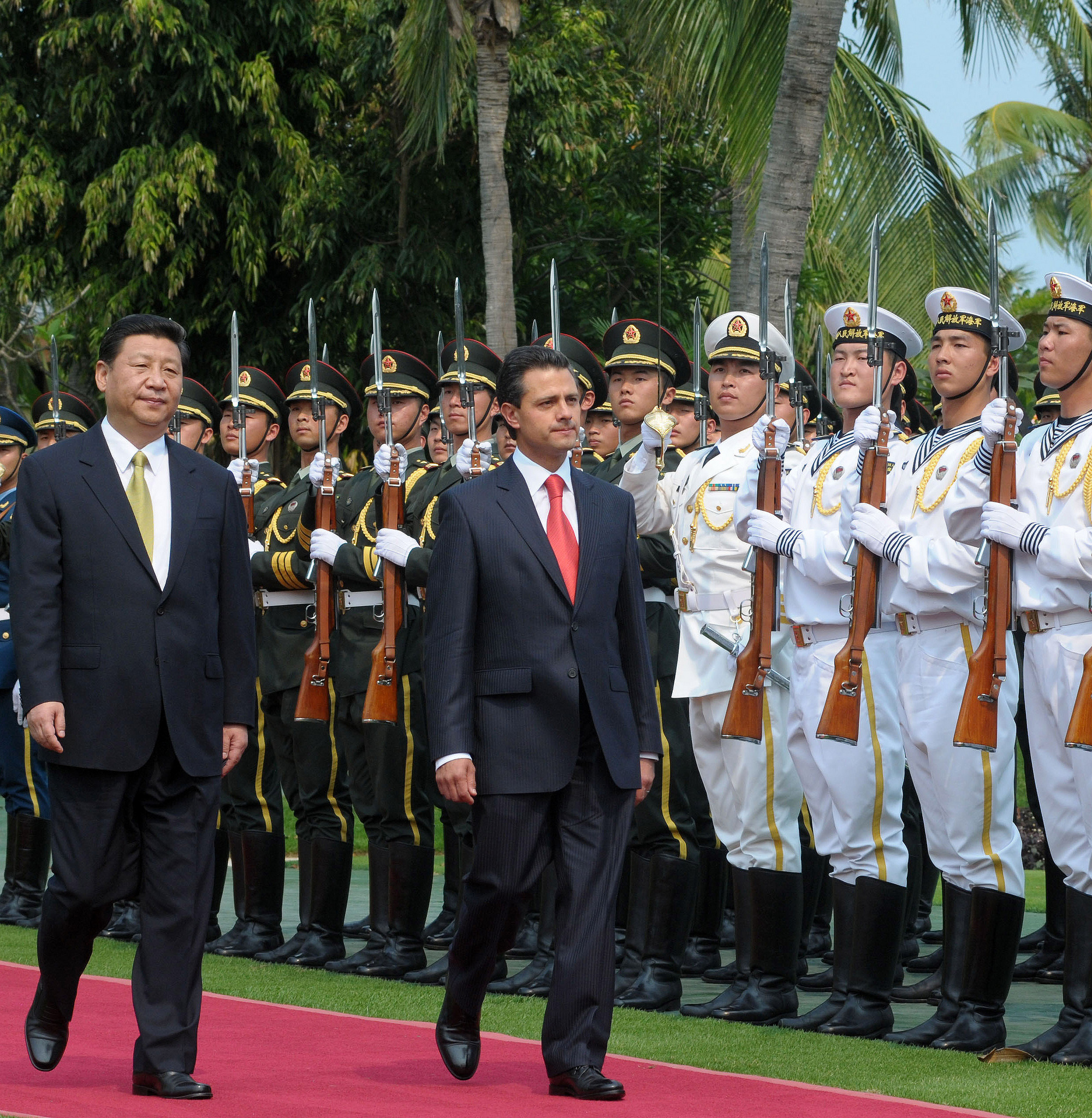
Peña Nieto con Xi Jinping, presidente de la República Popular de China.

Con China, México ha intercambiado visitas oficiales durante la presidencia de Peña Nieto, quien visitaría dicho país en abril de 2013, mientras que Xi Jinping fue a México durante junio del mismo año. En la última de dichas visitas, ambos países lanzaron una declaración conjunta, en donde se anunció que las relaciones bilaterales se llevarían a un nuevo nivel de cooperación acordando una alianza estratégica integral, con lo que abrieron los mercados a nuevos productos en ambas fronteras, se anuncia la motivación en el flujo de turismo en ambos sentidos, la promoción de la cultura de ambos países y el incremento en el número de becas para intercambios estudiantiles.

#### Foro Mundial de Liderazgo
En septiembre de 2016 formó parte del Foro Mundial de Liderazgo celebrado en Nueva York, en el cual recibirá el Premio al Estadista (Statesman Award), que otorga la Asociación de Política Exterior (Foreign Policy Association) a los jefes de Estado y de Gobierno que se distinguen por el impulso de políticas públicas responsables a nivel internacional en diversos temas.
El galardón recibido es en consecuencia a su papel en el desarrollo de la unión en la política exterior en los países de Norteamérica, como testigos de honor estarían presentes Andrew Mark Cuomo (gobernador de Nueva York) y Noel Lateff (presidente de la Foreign Policy Association).

#### Caso Iguala
En el escalafón de las personas más poderosas del mundo del año 2014 de la revista Forbes, el presidente Peña Nieto descendió de la posición número 37, que ocupaba en el 2013, a la 60; justificando el descenso por la desaparición de los 43 estudiantes normalistas y el descubrimiento de fosas comunes en la desaparición forzada en Iguala de 2014.

A pesar de que el Presidente Enrique Peña Nieto trató de tomar medidas contra el crimen organizado en su país, un grupo de 43 estudiantes desaparecieron en septiembre de este año. La probable participación del exalcalde de Iguala [detenido el martes 4 de noviembre de 2014], y el descubrimiento de fosas comunes, ha enfurecido a los mexicanos, lo que provocó una campaña masiva exigiendo la renuncia del presidente...
Revista Forbes

Desde los eventos ocurridos el 26 de septiembre de 2014, Peña Nieto no había tomado acción alguna contra del gobernador de Guerrero ni del alcalde de Iguala, ni tampoco había tenido contacto con los familiares de las víctimas de Ayotzinapa. Asimismo, recibió críticas por ciertas actitudes no relacionadas con el caso, como las fotografías tomadas junto con sus seguidoras en Monterrey. Sin embargo, el 29 de octubre accedió a una plática con los padres de familia de los 43 desaparecidos así como con sus abogados. Tras la junta con los padres que duró más de seis horas, el presidente lanzó un comunicado a la prensa en el cual explicaba los acuerdos a los que se habían llegado y dio a conocer la minuta firmada por él, con las acciones a seguir, entre las cuales se encuentran:
- Fortalecer los esfuerzos de localización con un plan renovado de búsqueda.
- Creación de una comisión mixta de seguimiento de información integrada por la Procuraduría General de la República, Secretaría de Gobernación, los padres de familia de las víctimas y estos últimos determinarían quienes más serían parte de esta comisión para mantenerse informados del curso de las investigaciones.
- Comprometer la atención integral y apoyo a las familias de las seis personas que perdieron la vida el pasado 26 de septiembre y de aquellas personas que resultaron lesionadas.
- Apoyo a las escuelas normales rurales del país, establecer una mesa de trabajo que permita dignificar estos espacios de formación de docentes.[154]

A pesar de que los padres ya tuvieron respuesta del Gobierno Federal, han expresado que "los acuerdos son insuficientes, al concluir la reunión con el presidente Enrique Peña Nieto", por lo que seguirá la lucha por incrementar las acciones por parte del gobierno mexicano.

#### La 'casa blanca' de Peña Nieto
Un reportaje periodístico publicado el 9 de noviembre de 2014 denunció la compra de un inmueble de siete millones de dólares a Grupo Higa, una empresa beneficiada con contratos públicos durante la etapa de Peña Nieto como gobernador del Estado de México, por parte de la primera dama, Angélica Rivera. Dicho reportaje provocó la cancelación de la licitación del proyecto del tren México-Querétaro a una de las empresas del Grupo Higa. Así mismo, otro reportaje reveló otra compra vinculada con el consorcio, realizada esta vez por el entonces secretario de Hacienda, Luis Videgaray, con una casa de Malinalco, Estado de México.
El escándalo derivado de esta revelación causó que el presidente Peña Nieto nombrara a Virgilio Andrade como titular de la Secretaría de la Función Pública, ordenándole iniciar una investigación para determinar si él, su esposa, o Videgaray habían cometido algún delito. Andrade exoneró a los tres en agosto de 2015, señalando que la casa blanca había sido adquirida por Rivera con «el patrimonio exclusivo de la señora», mientras que no encontró elementos para culpar a Videgaray, a pesar de que el cheque con el que se pagó la casa fue emitido cuando ya era funcionario público.

#### Plagio en tesis
El 21 de agosto del 2016 Aristegui Noticias publicó el reportaje De plagiador a presidente donde indicó que 28.8% de la tesis que Enrique Peña Nieto presentó para titularse como licenciado en Derecho contiene texto plagiado. Sin citarlos adecuadamente, dicha tesis incluye párrafos completos de otros autores como el historiador Enrique Krauze y el expresidente de México Miguel de la Madrid, entre otros.
La Universidad Panamericana inició una investigación acerca del plagio en la tesis. Aunque su vocero afirmó que, contrariamente a lo que asegura el equipo de Aristegui Noticias, la UP nunca fue consultada para la realización del reportaje dicha universidad concluyó que Enrique Peña Nieto sí plagió parte de su tesis de licenciatura, al presentar "ideas propias, ideas ajenas citadas e ideas ajenas no citadas" según un comunicado de esa institución. No se contempló alguna sanción como retirarle el título de derecho a Peña debido a que "se trata de un caso sin precedentes en el que no existen disposiciones en los cuerpos regulatorios aplicables a ese procedimiento de titulación". Para llegar a esta determinación la UP consultó adicionalmente a la Universidad Nacional Autónoma de México.

#### Caso Odebrecht
En agosto de 2017, tres exdirectivos de Odebrecht aseguraron que Emilio Lozoya Austin, exdirector de Pemex y colaborador del presidente, recibió 10 millones de dólares en sobornos. Además, la organización Mexicanos contra la Corrupción y la Impunidad precisó que Peña Nieto se reunió en cuatro oportunidades, entre 2010 y 2013, con el máximo ejecutivo de la empresa, Marcelo Odebrecht.

## Reconocimientos
- Caballero del collar de la Real y Distinguida Orden de Carlos III.[172]
- Caballero del collar de la Real Orden de Isabel la Católica.[173]
- Gran collar de la Orden del Infante Don Enrique.[174]
- Caballero gran cruz de honor de la Honorabilísima Orden del Baño.[175]
- Gran Collar de la Orden El Sol del Perú.[176]
- Gran Cruz con Placa de Oro de la Orden Nacional Juan Mora Fernández.[177]
- Collar de la Orden del Libertador San Martín.[178]
- Caballero de la Orden del Elefante.[179]
- Caballero Gran Cordón de la Orden al Mérito de la República Italiana.[180]
- Collar de la Orden del Rey Abdulaziz.[181]
- Gran Collar de la Orden del Quetzal.[182]